# ماكسيم شاتسكيخ
ماكسيم ألكسنادروفيتش شاتسكيخ (بالروسية: Максим Александрович Шацких)، لاعب كرة قدم أوزبكي من مواليد 30 أغسطس 1978 في طشقند، أوزبكستان.
وقد بدأ باللعب مع نادي سوكول ساراتوف الروسي في عام 1996، ولعب معهم 12 مباراة، وفي عام 1996 انتقل إلى نادي توربيدو فلاديمير الروسي، ولعب معهم 4 مباريات، وفي عام 1997 انتقل إلى نادي لادا توغلاياتي الروسي، ولعب معهم 22 مباراة وسجل 9 أهداف، وفي عام 1998 انتقل إلى نادي غازوفيك غازبروم إزهيفسك الروسي، ولعب معهم 26 مباراة وسجل 9 أهداف، وفي عام 1999 انتقل إلى نادي بالتيكا كالينينغراد الروسي، ولعب معهم 19 مباراة وسجل 5 أهداف، ومنذ عام 1999 وهو يلعب مع نادي دينامو كييف الأوكراني.
و هو يلعب مع منتخب أوزبكستان لكرة القدم.

## كأس آسيا 2007
و قد سجل هدفين في مرمى منتخب ماليزيا لكرة القدم، وقد سجل هدف في مرمى منتخب الصين لكرة القدم.

## روابط خارجية
- ماكسيم شاتسكيخ على موقع الاتحاد الدولي (مؤرشف)  (الإنجليزية)
- ماكسيم شاتسكيخ على موقع اتحاد أوكرانيا (الإنجليزية)
- ماكسيم شاتسكيخ على موقع قاعدة بيانات كرة القدم.إي يو (الإنجليزية)
- ماكسيم شاتسكيخ على موقع ناشيونال فوتبول تيمز (الإنجليزية)
- ماكسيم شاتسكيخ على موقع Soccerway.com (الإنجليزية)
- ماكسيم شاتسكيخ على موقع عالم كرة القدم.نت (الإنجليزية)
- ماكسيم شاتسكيخ على موقع كووورة